# Gymnocalycium schroederianum
Gymnocalycium schroederianum är en kaktusväxtart som beskrevs av Cornelius Osten. Gymnocalycium schroederianum ingår i släktet Gymnocalycium och familjen kaktusväxter. Inga underarter finns listade i Catalogue of Life.